# Tigranakert
Pour l’article homonyme, voir Tigranakert (Artsakh).
Tigranakert ou Tigranocerte (en arménien Տիգրանակերտ, « Tigranakert », ou « Dikranagerd » en arménien occidental, Tigranocerta en latin), c'est-à-dire « construite par Tigrane », est la capitale du royaume antique d'Arménie, située en Arzanène (Aghdzenik) dans l'actuelle Turquie. Elle a été fondée vers 78 / 75 av. J.-C. par Tigrane II le Grand , et remplaça Artaxate comme capitale du royaume.
Sa localisation exacte n'est pas connue. Les sites de Silvan (anciennement Martyropolis), Siirt (Saird), Diyarbakir (Amida), Kızıltepe et Arzen ont été proposés.

## Histoire
Pour peupler la ville, occupant une situation plus centrale dans ses territoires, Tigrane déplace de nombreux habitants des villes conquises et des prisonniers, environ 300 000[réf. nécessaire]. L'Arménie, à cette époque, s'étend de la mer Caspienne et des Alpes pontiques au nord jusqu'à la Syrie à l'ouest et aux limites de la Judée au sud.
Le beau-père de Tigrane II, le roi du Pont Mithridate VI, après sa défaite face aux Romains, se réfugie chez lui. Le « Roi des Rois » entre en contact avec Rome et Lucius Lucullus exige l'expulsion d'Arménie de Mithridate VI, ce que Tigrane ne peut accepter. Le 6 octobre 69 av. J.-C., Lucullus défait Tigrane II lors de la bataille de Tigranocerta et s'empare de Tigranocerte qu'il saccage ; le butin est emporté à Rome. La ville aurait été trahie par certains de ses gardes. Avec Mithridate VI, Tigrane lève une armée de 70 000 hommes pour contrer l'avance de Lucullus. Après la bataille du 6 octobre 68 av. J.-C., en raison de lourdes pertes, les légions romaines se mutinent et refusent de poursuivre les combats. Lucullus se retire et pille Nisibe au passage. Tigrane II récupère sa capitale et son royaume, à l'exception d'une grande partie de ses conquêtes, en échange de 6 000 talents. Avec la mort de Tigrane II en 54 av. J.-C., la ville cesse d'être une capitale et perd son importance.
En 59 apr. J.-C., sous Tiridate Ier, la ville sera à nouveau prise par les Romains, commandés par Corbulo. La cité disparaît par la suite.

## Description
L'état de la ville à l'époque de Tigrane II est connu grâce aux descriptions faites par les historiens grecs et romains. Selon ceux-ci, la ville comptait 100 000[réf. nécessaire] habitants et était dotée d'impressionnants remparts d'environ 25 m de haut. Ils servaient également de dépôt, d'écurie, etc. Le théâtre créé par Tigrane II présentait des drames et des comédies plus souvent joués par les Grecs que par les acteurs arméniens. Plutarque écrit que Tigranocerte était une riche et belle ville. La culture hellénistique au cours de la dynastie artaxiade a une forte influence et la langue grecque devient langue de la cour et de l'administration. Tigrane II possédait un palais en dehors de la ville.

## Localisation
Au cours de la période ottomane, les historiens arméniens ont émis l'hypothèse que la ville de Diyarbakır était en fait l'ancienne Tigranocerte. Les Arméniens qui vivaient à Diyarbakır ont commencé à nommer cette ville Dikranagerd et à s'appeler eux-mêmes Dikranagerdtsi. En réalité, l'emplacement de l'ancienne Tigranocerte est encore débattu, mais il est peu probable qu'il s'agisse de Diyarbakır qui, dans les temps anciens, était connue sous le nom d'Amida. Quant à la thèse très longtemps reconnue de sa localisation sur le site de l'actuelle Silvan, défendue par C.F.Lehmann-Haupt dans ses nombreux ouvrages, les travaux topographiques, archéologiques et épigraphiques de Marc Nogaret dans la région de Silvanont démontré qu'il était peu probable que Silvan/Maiyafarikin soit l'ancienne Tigranocerta.